# Didemnum peyrefittense
Didemnum peyrefittense är en sjöpungsart som beskrevs av Brément 1913. Didemnum peyrefittense ingår i släktet Didemnum och familjen Didemnidae. Inga underarter finns listade i Catalogue of Life.